# メゾン・ド・ペンギンの登場人物
メゾン・ド・ペンギンの登場人物一覧（メゾン・ド・ペンギンのとうじょうじんぶついちらん）とは、大石浩二による4コマ漫画『メゾン・ド・ペンギン』の登場人物の一覧である。各話ごとに登場人物・キャラクターを解説する。

## 主要キャラクター

### 管理人
管理Pさん（かんりペンさん）
「メゾン・ド・ペンギン」の管理人を務めるアデリーペンギン。精神的には20代位に見える。子供がいるが妻は未登場。せっかんが得意技。「動物集会」という謎の集会に出席している。当初は背景同然の扱いで、メインの4コマも無かったが、宅配便のペリカンとの喧嘩あたりからメイン作品が出るようになり、最近はモノローグでのセリフもつくようになった。人間に対しての不満は、家賃を払ってくれないこと。ツキミちゃんとは一緒にラジオ体操をするなど仲が良い様子。人間の言葉は喋れない為、人間相手と話す場合は愛嬌のあるジェスチャーで話す。一度だけ人間になったことがある。49話までは7歳、50話以降は10歳。最終回にも一応登場した。
管理大魔王（かんりだいまおう）
「メゾン・ド・ペンギン」の真の管理者。管理は管理Pさんに任せ、普段は魔王城で暮らしている。家賃滞納者を追い出す為に管理Pさんを人間にしてメゾン・ド・ペンギンを爆破するが、本当は住人同士と管理人の心のつながりを確かめる為だった。アフロヘアーで肌が黒い。少女漫画を愛読している。代表的な台詞に「YOU、〜やっちゃいなよ」という台詞がある。
白熊
管理Pさんの動物仲間のリーダー格。精神年齢は中年相応。近所の子供達のいたずらに引っかかったりと、色々苦労している。
ペリカン
宅配便の配達員。管理Pとはあまり仲が良くない。

### バカ兄弟
バカ兄弟（兄）
301号室の住人。
バカ兄弟の兄。49話までは31歳、50話以降は34歳になり髪型も顔も変わったがいつの間にか元に戻っていた。弟のボケに対し、兄の立場から様々なツッコミを入れるが、彼の方が大ボケである。兄弟といっても本当は赤の他人らしい。実はヅラ頭で（ただし、3年たつとヅラが替わっている）、大人用のオムツを使っている。
バカ兄弟（弟）
301号室の住人。
バカ兄弟の弟。読切版では25歳だったが、連載版49話までは22歳、50話以降は25歳で顔も大人風に変わったが兄と同様にいつの間にか元に戻った。見た目は坊主頭にランニングシャツと短パンというごく普通の田舎の小学生。毎回様々な（軽めの）ボケをかまし、それに対する兄の返しに感動する。

### バカ彦くん
バカ彦くん
401号室の住人。
常にブリーフ一丁で生活する、物凄くバカな少年。49話までは中学校（校名は不明）1年6組の生徒で年齢は13歳だった。常に口を空けた間抜けな表情をしていて、鼻水やよだれを垂らしている。毎回一言も言葉を発することなく、常人の想像を超えたバカをかまして生命の危機に陥る。もはや「バカだから」という言葉でくくれない超常現象である。ある時、風船を沢山持っていたら浮いてしまい、そのまま失踪。その後ドイツW杯日本代表の試合が行われるスタジアムに紛れ込んでいるなど、いろんな場所に出没している。読者の投稿によって行き先が決まる予定で実際に葉書きが来たものの、作者の大人の事情によりタイムマシンの影響で下記の様々な時代をさまよう破目になった。
- ドイツ・カイザースラウテルン→岐阜県・長良川→鳥取県・鳥取砂丘→熊本県・湯前町→原始時代→ピサの塔にぶつかり、塔をピサの斜塔にしてしまう→織田信長の草履の上に落ち、知らずに草履を温める（戦国時代）→1965年に行われた第1回「Mr.オリンピア」（ボディービル選手権）で優勝者と入れ替わり、そのまま表彰→バカ彦の通う中学校が出ている野球大会→研究所のトイレで、つかさに発見される。

ある意味、本作の中で（社会的に見て）一番きわどいラインに立つ人物。50話以降は16歳。連載後期はつかさの言ったことを忠実に実行するも実行の仕方に問題があり痛い目にあうことも多かった。
つかさ／藤森司（ふじもりつかさ）
常にバカ彦くんのそばにいる心優しい少年。ツッコミの決め台詞は「バカ彦くん!!」または「なんで!?」。失踪してしまったバカ彦を追って管理Pの子供と共に足跡を追っていたが（そのときの台詞はなぜか説明口調だったりする）、バカ彦がタイムスリップしてしまった為に代わりにやって来た原始人と普段の生活に戻っている。しかし、原始人はあまり好きではないようである。バカ彦を追ってタイムスリップしようとするも、その前にバカ彦を発見した。野球部員らしいが、いつも補欠。
ニセ彦くん／原始人
バカ彦が原始時代にタイムスリップした際に知り合った、バカ彦に少しだけ似ている原始人。バカ彦の代わりに現代にやって来た。バカ彦のパンツと身に付けていた毛皮を交換している為につかさ以外には見分けが付かなくなっている。原始人なので運動能力はかなり高い。原始人ではあるが、知能その物はかなり高く、他人を気遣う事も出来る。野球部のレギュラーになってしまった。
ニセつかさ
バカ彦と入れ替わって現代にやって来たボディービル大会優勝者。つかさと少し似ている。ちょうど来たときにつかさが本物のバカ彦を探しに再び旅に出たため、最終的にニセつかさとなる。原始人と同じく野球部のレギュラーになったが、原始人の球を受け続けて腕を痛めてしまう。得意ポーズは「フロントダブルバイセップス」。
父彦
401号室の住人。
バカ彦の父親。つかさ曰く「結婚しなかったらどうなっていたの!?」。
乳彦
401号室の住人。
バカ彦の母親。女なのに、名前に「彦」がある。でも他にも夫と同音の名前の読み方である。
兄彦
401号室の住人。
バカ彦の兄。なぜかバカ彦が名前の基準になっている。筋肉質な体格の持ち主。
弟彦
401号室の住人。
バカ彦の弟。つかさ曰く「弟彦って!?」。

### ツキミちゃん/イケナイいとり先生
ツキミちゃん／星咲月見（ほしざきつきみ）
103号室の住人。
可愛らしい美少女だが、恐ろしいほどの毒舌。世間の不条理になりふり構わず毒を吐く。その性格はママからの遺伝らしい。最近は皮肉な言動も取るようになった。セイカちゃんと大地が両思いだと知っている。49話までは小学4年生、50話以降から中学1年生。中学校生活でもマイペース。ウソ最終回では一足先に中学生の姿になっており、本当の最終回でも作者・担当・管理Pさんと共に住人の中で唯一登場した。
ツキミちゃんのパパ
星咲家の大黒柱。基本的には良き父で良き夫。常に妻と娘から毒を吐かれ翻弄されている。手のかからないツキミに手をやきたがっている。麻雀が趣味。
ツキミちゃんのママ
割と美人な奥さんだが、娘と同じく毒舌で夫を翻弄する。しかし、彼女の血を受け継いだ娘に圧倒される破目になることも。読切版『バカin the CITY!』では容姿はほとんど同じだが、性格はかなりマトモだった。
星咲太陽（ほしざきたいよう）
51話から登場したツキミちゃんの弟。まだ赤ん坊。姉と母に可愛がられつつも余計なことを教えられる。
セイカちゃん／高槻星歌（たかつきせいか）
ツキミちゃんの友人。実は大地のことが好き。小学生時代はツキミちゃんと同じクラスで常識ある子供だったが、中学では別のクラスとなり、仲間外れにされている模様。性格も男好きになったりなど変貌した節があるのだが、ツキミとの友情は変わりない。
柏木宙太（かしわぎそらた）
いつも学校でゲームをしたり、イタズラをしたりしている悪ガキ。痺れを切らしたいとり先生の手によって制裁（胸でビンタする）を下された。中学では大地と共に不良となる。
浅桐大地（あさぎりかまち）
宙太の友人。宙太に負けず劣らずの問題児であるが、たまに良心が痛むこともある。密かにセイカちゃんが好き。中学では既に喫煙をしている不良少年。
ヤマト
中学生になった、ツキミのことが好き。あだ名はイカ臭ストーキング太朗。
いとり先生／山吹いとり（やまぶきいとり）
703号室の住人。
ツキミちゃんの小学校の時の担任の先生。常に服の胸元ははだけており、ブラジャーが見える。全体的にエロい行動が目立つ。男子をその色気で興奮させる。自分の言うことを聞かない悪い子には、手ではなく自慢の胸でビンタする（威力が高い）。女子に対してもかなりエロい。ツキミちゃんに「痴女」と揶揄された。学生時代は訛り丸出しで13股をかけたことがあり、教師になる前はキャバレーで働いていた。バカップルのまりっぺとは学生時代からの親友（もっとも女友達は彼女しかいなかった）。
理科の先生／古屋（こや）
理科担当の先生。通称「古屋先生」。力が弱い。渦巻きのような眼鏡が特徴。
担任轟先生（たんにんとどろきせんせい）
ツキミちゃんの中学校の時の担任の先生。外見は怖そうだが、実はやさしい。生徒の心をつかめない。友人は熊と鷹。ほかにも電波校長、地理の地球先生、体育の細身先生、理科のローズ先生、歴史のジェームス先生など癖が強い先生ばかりそろっている。

### エロ・江口
エロ・江口／江口拓哉（えぐちたくや）
605号室の住人。
日常のどうでもいい事にもいちいちエロスを感じる中学2年生。
江口の弟（仮称）
2010年の時点で中学生。兄と比べて髪形などの違いはあるが、いちいちエロスを感じる点は全く同じである。

### サード・ゲイ鈴木
鈴木／鈴木秀郎（すずきひでろう）
302号室の住人。
ゲイの高校球児。ポジションはサード。野球の実力はかなりのものだが、野球のプレイよりも己の欲望を優先し、好みの男は試合中でも構わず狙いを定める。あくまで野球のために（本当は不人気のためだが）渡米し、メゾン・ド・ペンギンから引っ越したが、32話の人気投票で12位以内に入ったので、帰国してメゾン・ド・ペンギンに戻ってきた。腰を振る速度がとても速く、第2回で監督がスピードガンで計った結果「180km/h」と表示されていた。

### ツンエロ委員長
ヨシノ／染井ヨシノ（そめいよしの）
704号室の住人。
49話まではクラス委員長を務める女子高生。自分以外の女子にエロい目を向ける男（若葉）がいると怒り、「堂々と見ろ」とばかりにサービスをかまし、成績はいつも学年トップだった。50話以降は海外の大学に留学している。胸はDカップ。このキャラクターはネット上で「ツンエロ」という新たな流行語を作り出すほどの人気。実在のモデルがいる。人気投票で1位となるが作者がネタ切れを理由に他の上位キャラと共にフェードアウトしていた。
若葉／若葉泉水（わかばいずみ）
49話までは、委員長のクラスメイトの男子。委員長の大胆な行動によく鼻血を出す。クジ運が強く、一等1000万円のスクラッチくじで見事一等を当てたことがある。バンドをやっている。でもギターが弾けないのでエアギター。50話からの時代では留年し、未だ高校生となっている模様。
ツバキ
若葉くんの後輩の女子。ロリ系巨乳。委員長と若葉くんの間に割って入ったため、委員長との確執がある。
ヒノキ
若葉くんの友人。委員長のことが1年前から好きだったが、未だに告白できずにいるシャイボーイであるが故「スシが好き。特にアナゴが好き」だと思われている。

### 部長と課長
部長（梨本政夫）と課長（猿渡明夫）
部長は601号室、課長は606号室に住んでいる。
実に仲のいい上司と部下。株式会社「AZARASHI」の企画営業部勤務でお互い最近の若者文化を理解しようと努力するが、結局のところはどっちもどっち。そして、この後3年以内に会社は倒産し、部長はコンビニのアルバイトとなり課長はデイトレード（ただし小学生向けのグッズを売っている）で生計を立てている。部長の名は「梨元正夫」と表記されたこともある。部長の息子はのちに漫画家になった。

### バカップル
バカップル（たもっちゃん：大久保保・まりっぺ：大久保真莉（旧姓：姫小路））
203号室の住人。
その名の通りバカなカップル（=バカップル）。両方とも不細工で訛りがひどい。常にイチャイチャしているが、どちらかと言うと主導権は女の方にある。実は唯一、この作品の中では比較的に真人間であるが、ちょっとバカが行き過ぎているところアリ。男の方の名前表示は「大久保 保」。「たもっちゃん」と呼ばれている。たもつは「山川谷整備工」という整備工場に勤めている。女の方の名前は「姫小路 真莉」。短冊には「まりっぺ」と書かれていて、第24回で初めて呼ばれた。いとり先生と学生時代同級生であった。第24回にて実家が大金持ちのお嬢様で家出をしていたことが判明し許婚も登場したが、第42回で父の許しを得て結婚した（まりっぺの苗字は「大久保」に変わった）。その3年後では、「心愛（ここあ）」という娘を授かったが、両親の特徴を受け継いだため出っ歯でオヤジのような不細工顔で訛りもひどい。しかし第一声から両親のイチャつきっぷりに冷静にツッコミを入れているあたり二人よりしっかり者のようである。

### 大仏くん
大仏／大仏務（だいぶつつとむ）
106号室の住人。
顔が大仏になっている。出身は「奈良県」という皆の期待を裏切り、何故か東京都世田谷区だったり、悟りを開いているのかと思えば居眠りしていたり、皆が善行だと思っていた募金の金をゲーセンで使ったりと、常に皆の思いを裏切る行動をしている。オチでは「ゴーン」という効果音が出る（「チーン」だったときもある）。現代人でもあり、ブログを開設している。このブログは現代に実在（連載終了と共に閉鎖）し、本誌掲載前に開設されている。実在するブログによれば、『MOTHER3』をプレイしており糸井重里に敬意を示している。

### 天才マナブくん
マナブ／天地学（あまちまなぶ）
105号室の住人。
天才的な頭脳を持つ少年という噂だが、その実態はカンニングや居眠りなど天才とはかけ離れた行動ばかり。
先生（仮称）
パンチパーマにサングラスというヤクザのような風貌の先生。マナブの行為にいつも驚いている。実質マナブのツッコミ役。

### チェリえもん
チェリえもん
20年後の未来からやってきたおっさん型ロボット。20年後のノブオをモデルにしている。ノブオのために様々な道具を出すが、いつも悪い方向に働いてしまう。
ノブオ
33歳で独身。昔からハゲ。小学校以来、母以外の女性の手に触れたことがない。隣に住む未亡人のしずこに好意を持っており、チェリえもんの道具を使って気を引こうとするが、道具が悪い方向に働いてよく警察などに捕まる。だが、そのことでチェリえもんを怒ったりしない。
しずこ
ノブオの隣の部屋に住む女性。未亡人。ノブオには道具のせいでよくセクハラにあっている。
ストロングつよしくん
ノブオの元同級生で元いじめっ子。少年時代、よくノブオをいじめていた。怪しい粉を売っている。

### おおいしこうじ
作者である大石浩二自身の自虐ネタ。
おおいしこうじ（というより、大石浩二の分身）
ベレー帽にランニングシャツと短パンで、外見がバカ兄弟の弟に似た姿をしている。そんな彼の故郷では、「幻の珍獣ケツマルダシリアン（ケツ丸出しで外をうろつく生き物）」と呼ばれている。人気投票で最下位だったがその後も登場。単行本3巻では、空白ページ掲載の坂本裕次郎によるコラボ製作の場面にて作者が描かれているが、似ても似つかない風貌になっている。最終回では、これまでの愚痴や問題点などを大西編集につぶやいていた。
大西編集（大西恒平）
大石の担当編集者。『銀魂』の担当編集者としても知られており、第55話で定期入れに空知英秋の写真を入れているとネタにされている（「虚構（フィクション）です…」という写植が入っていた）。よく作者にキツいツッコミを入れる役回り。浅田編集時代にもたびたび登場していた。2007年16号より担当に復帰し最終回でも登場した。妻の名前は千鶴（最終回で大西が発言）。
浅田編集（浅田貴典）
2代目担当編集者。大西よりは先輩。後輩である大西に作者と一緒に正座させられていたり、大西から「お前」呼ばわりされたりなど、かなり立場は危うい。メガネが大石のせいで割れたこともあるという。第55話で故郷（ほし）に帰ったらしい（実際にはジャンプスクエア創刊のためにジャンプ編集部を離れた）。

## その他のキャラクター

### インベーダーズ
宇宙人2人のコンビ。地球を征服しようとしているが、いつもピントのずれた行動をしている。

### ジェラシーレンジャー
平均年齢39歳（50話以降42歳）の独身五人組。幸せそうなカップルの邪魔をする。人気投票で12位以下になり引っ越したが、ジェラシーレンジャーZ（ゼット）となり復活した。

### いたカッパ
カッパ
気弱だが自意識過剰で、「カッパ」という言葉（合羽やかっぱ巻きなど）によく反応する。その度に怒られたり暴行されたりする。路上に排便したり、電車内で女性の尻子玉を取ろうとしたりする。地味ながらも犯罪行為を起こしている。頭の皿が乾いたら危険であるにもかかわらず、ドライヤーで髪を乾燥させようとする、うっかりさんな部分もある。

### 不動先生
保健の先生。典型的な腐女子。仕事中でも漫画を書いているが、漫画の内容はBL系である。

### ツッコミ巨人
お笑いコンビだが、ツッコミ役が巨人。突っ込みをするごとに町中が破壊される。49話にて、巨人藤野とキャラがかぶっているという事実が判明した。

### オイィ〜ッスおじさん
両津勘吉の偽者として登場。道行く人々に「オイィ〜ッス」と挨拶をする。

### ガッポンガッポンファイター
ラバーカップ（トイレのつまりを直す道具）を持つヒーロー。困った子どもたちをラバーカップで助ける。

### マーくんベイビー
マーくん
赤ちゃんだが相当マセていて、その可愛さに似合わず腹黒いことを考えている。母親は怖い顔をしており、父親は寒いダジャレを言う。

### ベタ道場
漫画上のベタな表現を特訓する道場。

### 目撃!家政婦えっちゃん
えっちゃん
日常のちょっとした出来事を目撃してしまう。

### ハコイリムスメ
お父さん
心配性で、娘のハナちゃんのことをいつも観察している。

### 台無し仮面
台無し仮面
他人があえて伏せている事や言いづらい事をデリカシーなく大声で話して周囲から嫌がられているヒーロー風の仮面の男。会社勤め。

### 夢オチ先輩
夢オチ先輩
いつもいい夢を観ているが、決まって夢オチ。親に職に就くよう言われている。

### コスプレ力士
コスの海
いつも様々なコスプレをして土俵に上がる力士。
モブの山
コスの海と対戦している力士。

### 光速くん
光速くん
目にも留まらない速度で生活をしている学生だが、トイレだけは非常に遅い。

### 金次郎
金次郎
意志を持った二宮尊徳の銅像みたいなもの。かなりのスケベ。

### マザコン番長
マザコン番長
厳つい風貌をしたある中学の番長。その名のとおりのマザコン。

### 最先端おじいちゃん
おじいちゃん
常に最先端へ突っ走っており、iPodを所有している。好きなアーティストはHIGH and MIGHTY COLOR。

### タクシードライバー稲川
稲川
タクシーの運転手。なぜか変な客ばかり乗せており、怪談風の下ネタばかり話している。

### ネガティブレンジャー
ネガティブレンジャー
巨大怪人と戦うはずだった五人組。名前のとおりネガティブな発言ばかりしており、戦おうとせずに帰ったり司令官の言う事を聞かない。見た目はヒーローとは思えないほど貧相。
司令官
ネガティブレンジャーの司令官。ネガティブレンジャーのネガティブさに困っている。

### おっぱいサラリーマン・ケン
ケン
胸の大きいサラリーマン。作者は胸のいきさつを描くつもりだったが、初登場の翌週が最終回であったため興味がないと大西編集に切り捨てられた。

### ドキドキ博士
博士
小太りで眼鏡をかけたおじさん。ドM。頭を柔軟にするトレーニングと称し、数学らしき問題を出すが最後にはプレイに発展する。

### 馬次郎と馬太夫
馬次郎
ある牧場で飼われている馬。競走馬ではないらしく種別は不明。オス。
馬太夫
馬次郎と同じ牧場で買われている馬。オス。

## 旧登場人物
旧登場人物とは、主に人気投票で12位以内に入らず、引っ越したキャラを指す。

### いもうとクルミ
クルミ／長谷川来未（はせがわくるみ）
元304号室の住人。
高校に通うために田舎から出て、兄の家に居候している女の子。都会を全く知らない故に、兄に騙されてコスプレさせられたり、最近の女子高生の会話についていけなかったりしている（しかし女子高生には受けている）。
兄／長谷川卓男（はせがわたくお）
元304号室の住人。
チェック柄の服に眼鏡という、典型的なアキバ系の青年。クルミを「都会では流行っている」と言って騙し、メイドやナースのコスプレをさせている。無職（ニート）とされているが、詳細は不明。

### 今週の佐藤さん
佐藤さん
部屋の中に引きこもって自堕落な生活を送っている人。読者から毎週アドバイスを受けて生活している。その正体はドラゴン。通常は最初のページに1コマだけ出てくるが、4コマで出てくることもある。

### 孔子くん
水墨画風に描かれる中学生。話す言葉がすべて漢文。

### ウザタくん
宇座田くん／宇座田竹千代（うざたたけちよ）
元701号室の住人。
テンションも言動もリアクションも全てがウザい男。高校生。彼女の自慢話など、イヤミな話をしてくる。
松坂／松坂京輔（まつざかきょうすけ）
宇座田くんと同じ高校に通う。宇座田くんに最初に話しかけてしまった不幸な少年。ウザタくんからは「松坂っち」と呼ばれている。実は中学時代は不良だったが、それを反省して高校時代は更生しようと努力している身の上なのだが、宇座田くんとの出会いから揺らぎ始めている。

### 学園天狗
天狗／天狗義雄（てんぐよしお）
元406号室の住人。
見たまんま天狗。名前の通り少し天狗になっている。転校する前は人気者で生徒会長を務めていたが、今は転校して来た学校で石本・山口という生徒にいじめられ、鼻を消しゴムやバトン等に間違われる。その際の決め台詞は「違う違う」。変装などをしても鼻が長いのですぐにバレる。七夕の短冊には「とりあえず僕をいじめる奴は死ね」と書いており、相当屈折してしまい捻くれた模様。
石本（いしもと）・山口（やまぐち）
共に天狗を「あっオイ天狗ゥ〜」と言っていじめたりパシリ扱いする。双方とも不良少年で、当初から優等生であった天狗を気に入らなかった。

### 韓流奥様
韓国の俳優が大好きな韓流ブームに乗っ取っている人物。ウォンビンやチャン・ドンゴン、イ・ビョンホンなどの韓国人の俳優と日常の単語を聞き間違え勝手な勘違いを起こす。

### 巾着センパイ
巾着センパイ
上半身が巾着に包まれている先輩。
顔が不明である為か前が見えずよく物に衝突し気絶する。気絶するたびに後輩が曰く「巾着センパーイ!!」。
巾着センパイの後輩たち
巾着センパイを慕う少年達。不良っぽいが、妙に良識ある発言をすることも。

### 一日一善くん
一日一善、「ありがとう」と聞くことを心がけている少年。だが、結果として悪人を助けている。

### 浮世絵くん
元502号室の住人。
東洲斎写楽の作品『三代目大谷鬼次の奴江戸兵衛』のような顔をしている。

### 塁審ボブ
ボブ・ダービット
元402号室の住人。
様々なトラブルを野球式にジャッジするが、いずれも誤審で、抗議が来ても聞く耳を持たない。

### LOVE武将
元404号室の住人。
見たまんま武将。いつも馬にまたがって鎧を着ている。女の子に流鏑馬でラブレターを送る、ストーキングをするなどしているが、正体不明。

### 三羽ガラス
龍二、翔、正男
不良のようで、不良じゃないバカな3人組。3人とも彼女はいない様子。

### 文字郎くん/コーカちゃん
文字郎くん／田中文字郎（たなかもじろう）
元505号室の住人。
体が文字でできている、とてもわかりやすい男。全ての感情が体で表されてしまうため隠し事が出来ないが、たまに役立つ。
安川（やすかわ）
文字郎の言動を自分のせいにされてしまうかわいそうなキャラ。
コーカちゃん
文字朗君の妹。効果線を自由に出せるが、明らかに間違っている。

### 選手犬
犬たちがさまざまな選手権を開く。

### 3年B組!!瀬久原先生
瀬久原先生
学校の先生。生徒にセクハラをし、いつも逮捕される。教員採用試験の面接でも「趣味はセクハラ」と答えた。どの部屋に住んでいたかは不明。逮捕された為に獄中で暮らしている模様。

### ゲンキマン
マスクにパンツ一丁でヒーロー風のパフォーマンスをしているヒーロー。「マスクやベルトにトーンを貼るのが面倒」と言う作者の事情で、早々とリストラされた。

### 渋谷じいちゃん
服装は若者風

### 萌え萌えちょこたん
ちょこたん
メイドマニアな秋原くんの前にメイド風消防士として現れたが、大して役に立たない。メイド風葬儀屋として秋原の葬式をも取り仕切った。
名前の由来は、しょこたんこと中川翔子。
秋原くん
いわゆるアキバ系の青年。失火で大惨事に陥った時にしょこたんが現れ、ご満悦なまま世を去る。

### 迷作シリーズ
世界の昔話・おとぎ話のパロディ。

### 法廷画家 エンジェル岡本（PN）
エンジェル岡本
本名不明。法廷画家をしているが、漫画風のタッチだったり相田みつをっぽいことをしたりと余計な事ばかりしている。おまけに美人の被告人への行為で刑務所行きとなってしまった。
裁判長
エンジェル岡本に対しての突っ込み役。